# Cherished
Cherished je četrnaesti studijski album američke pjevačice Cher koji je u rujnu 1977. godine izdala izdavačka kuća Warner Bros. Records. Album je kao i dva prethodnika doživio komercijalni neuspjeh i promašio top ljestvice. 

## Informacije o albumu
Cherished je izdan u rujnu 1977. godine te je ujedno i posljednji album koji je producirao Snuff Garrett. Godine 1975., 1976. i 1977. su bile veoma neuspješne za Cher, unatoč uspjehu njenog samostalnog TV showa. The Cher Show se nalazio u top 10 emisija po popularnosti dok album nije promoviran u javnosti. To je rezultiralo veoma lošom prodajom što se odrazilo na top ljestvice na kojima se album nije pojavio a osim toga je bio zapostavljen i od kritičara i obožavatelja. Cher je također bila nezadovoljna konačnim rezultatom albuma a u jednom od intervjua je izjavila da nikad nije uživala u njegovom stvaranju te da ga je snimila samo zato što ju je na to primorao ugovor koji je imala s izdavačkom kućom Warner Bros. Records. 
Stil albuma se oslanja na prethodnike Dark Lady i Half-Breed. Cherished je i prvi album na kojem se njeno ime ne pojavljuje ali zato što je naziv albuma izvodnica njenog imena. 
Prvi singl koji je izdan s albuma je "Pirate" koji je dosegao #93 američke top ljestvice singlova. Ta pjesma se pojavila i kao bonus pjesma na određenim izdanjima albuma I'd Rather Believe in You kao što je na primjer bilo australsko izdanje pod nazivom "Images" te na kojem je spomenuta pjesma bila uvodna. Kao drugi singl je izdana pjesma "War Paint and Soft Feathers" koja se nije pojavila na top ljestvicama. 
Album nikada nije izdan na CD-u ili iTunesima. Po zadnjim informacijama Cher posjeduje sva prava u vezi albuma te Warner Bros. nije u mogućnosti da ga reizda. 
Popis pjesama:
Strana A
1. "Pirate" (Steve Dorff, Larry Herbstritt, Gary Harju) 3:06
2. "He Was Beautiful" (Gloria Sklerov, Harry Lloyd) 2:51
3. "War Paint and Soft Feathers" (Cloretta Kay Miller, Sandy Pinkard, Al Capps) 3:01
4. "Love the Devil Out of Ya" (Johnny Durrill, Doc Pomus) 2:15
5. "She Loves to Hear the Music" (Peter Allen, Carole Bayer Sager) 3:10

Strana B
1. "L.A. Plane" (Gary Harju, Larry Herbstritt	) 3:38
2. "Again" (Allen) 2:30
3. "Dixie" (Johnny Durrill, Sandy Pinkard) 2:26
4. "Send the Man Over" (Cliff Crofford, Snuff Garrett) 3:47
5. "Thunderstorm" (Johnny Durrill, Sandy Pinkard) 2:35

## Produkcija
- glavni vokal: Cher
- producent: Snuff Garrett
- inženjer zvuka: Lenny Roberts
- asistent inženjera zvuka: Randy Tominaga
- asistent inženjera zvuka: Tavi Mote
- fotografija: Harry Langdon